# نيت بارنيت
نيت بارنيت (بالإنجليزية: Nate Barnett)‏ مواليد 29 يناير 1953 في إبادان، هو لاعب كرة سلة أمريكي معتزل. بدأ مسيرته الاحترافية في سنة 1975. تم اختياره من قبل فريق هيوستن روكتس خلال الدرافت. حمل الرقم 22. يبلغ طوله 6 قدم 3 بوصة (1.9 م). اعتزل اللعب في 1976.

## روابط خارجية
- نيت بارنيت على موقع سبورتس رفرنس (الإنجليزية)
- نيت بارنيت على موقع ريلجم (الإنجليزية)
- نيت بارنيت على موقع بروبوليرز (الإنجليزية)